# Samuel Augustus Mitchell
Pour les articles homonymes, voir Mitchell.

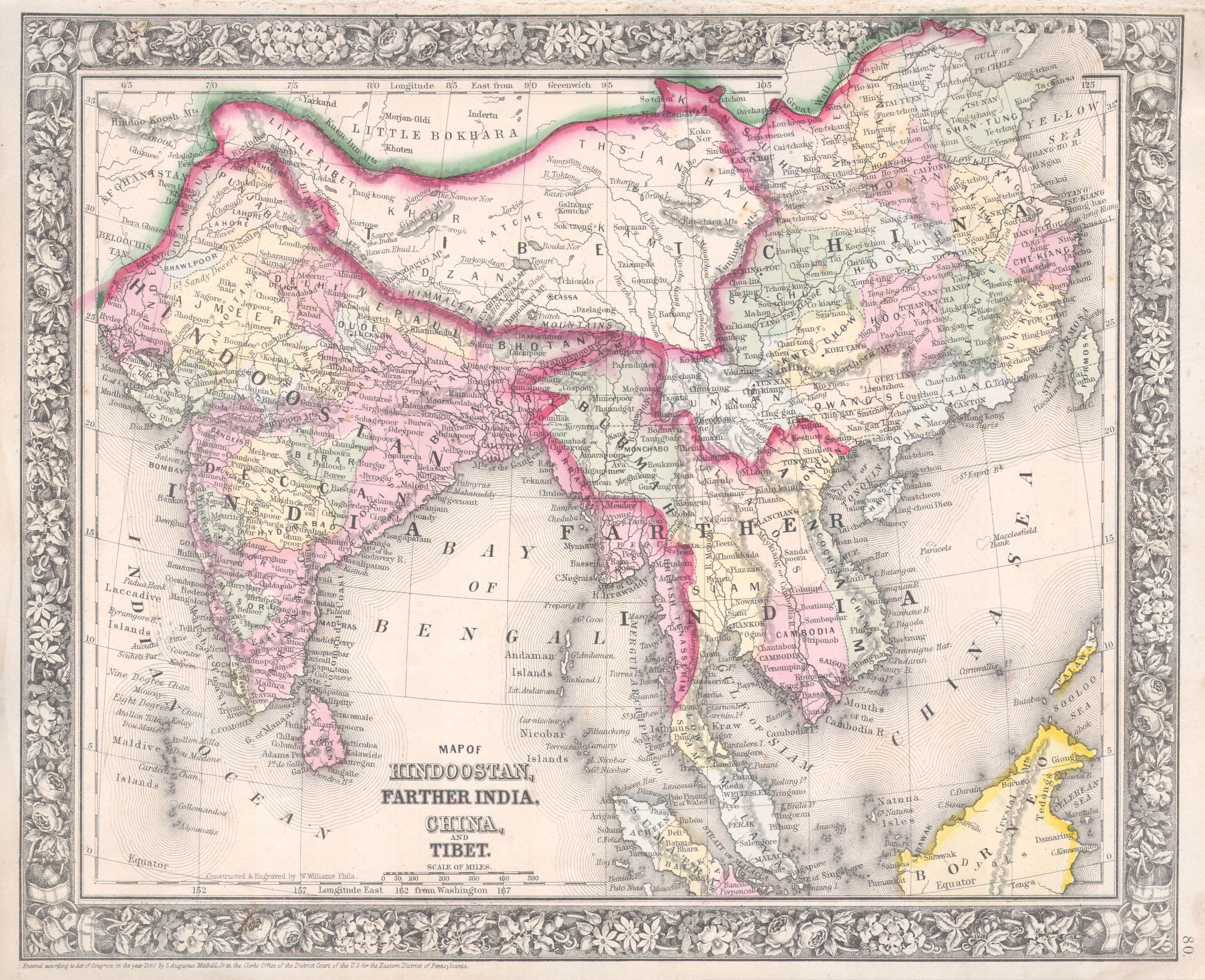
Carte de la Chine et du Tibet en 1864 par Samuel Augustus Mitchell

Samuel Augustus Mitchell (1790, Bristol, Connecticut – 20 décembre 1868, Philadelphie) était un géographe américain.
Mitchell a travaillé comme enseignant avant de publier des cartes et des livres de géographie. Les ventes de ses 24 œuvres atteignaient une vente annuelle de plus de 400 000 exemplaires.
La Collection d'archives de Samuel Augustus Mitchell est conservé au centre d'archives de Montréal de Bibliothèque et Archives nationales du Québec.